# Apiocera bilineata
Apiocera bilineata is een vliegensoort uit de familie Apioceridae. De wetenschappelijke naam van de soort is voor het eerst geldig gepubliceerd in 1932 door Painter.
De soort komt voor in in Mexico (Chihuahua) en de Verenigde Staten (New Mexico).